# Los Arrecifes
Los Arrecifes är en ort i Mexiko.   Den ligger i kommunen Mecayapan och delstaten Veracruz, i den sydöstra delen av landet, 500 km öster om huvudstaden Mexico City. Los Arrecifes ligger 28 meter över havet och antalet invånare är 707.
Terrängen runt Los Arrecifes är platt österut, men åt sydväst är den kuperad. Havet är nära Los Arrecifes åt nordost. Runt Los Arrecifes är det ganska tätbefolkat, med 56 invånare per kvadratkilometer. Los Arrecifes är det största samhället i trakten. I omgivningarna runt Los Arrecifes växer i huvudsak städsegrön lövskog.